# فيلوك (زاكارباتسكا)
فيلوك (Вилок) هي مدينة في مقاطعة زاكارباتسكا في أوكرانيا.
يبلغ عدد سكانها حوالي 3377 نسمة.

## معرض صور

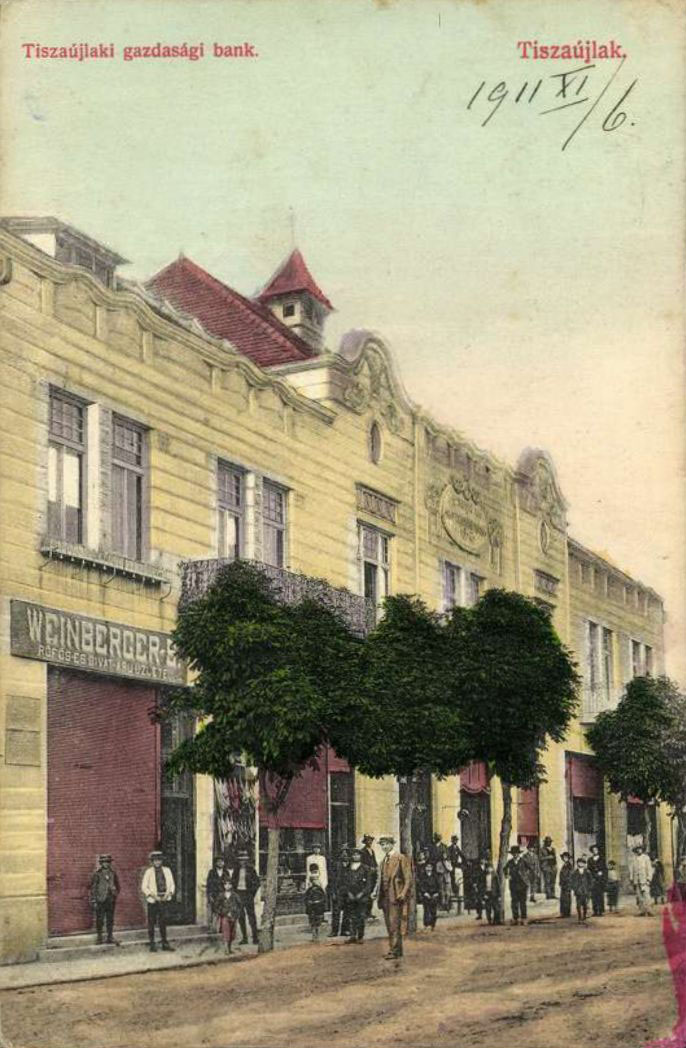
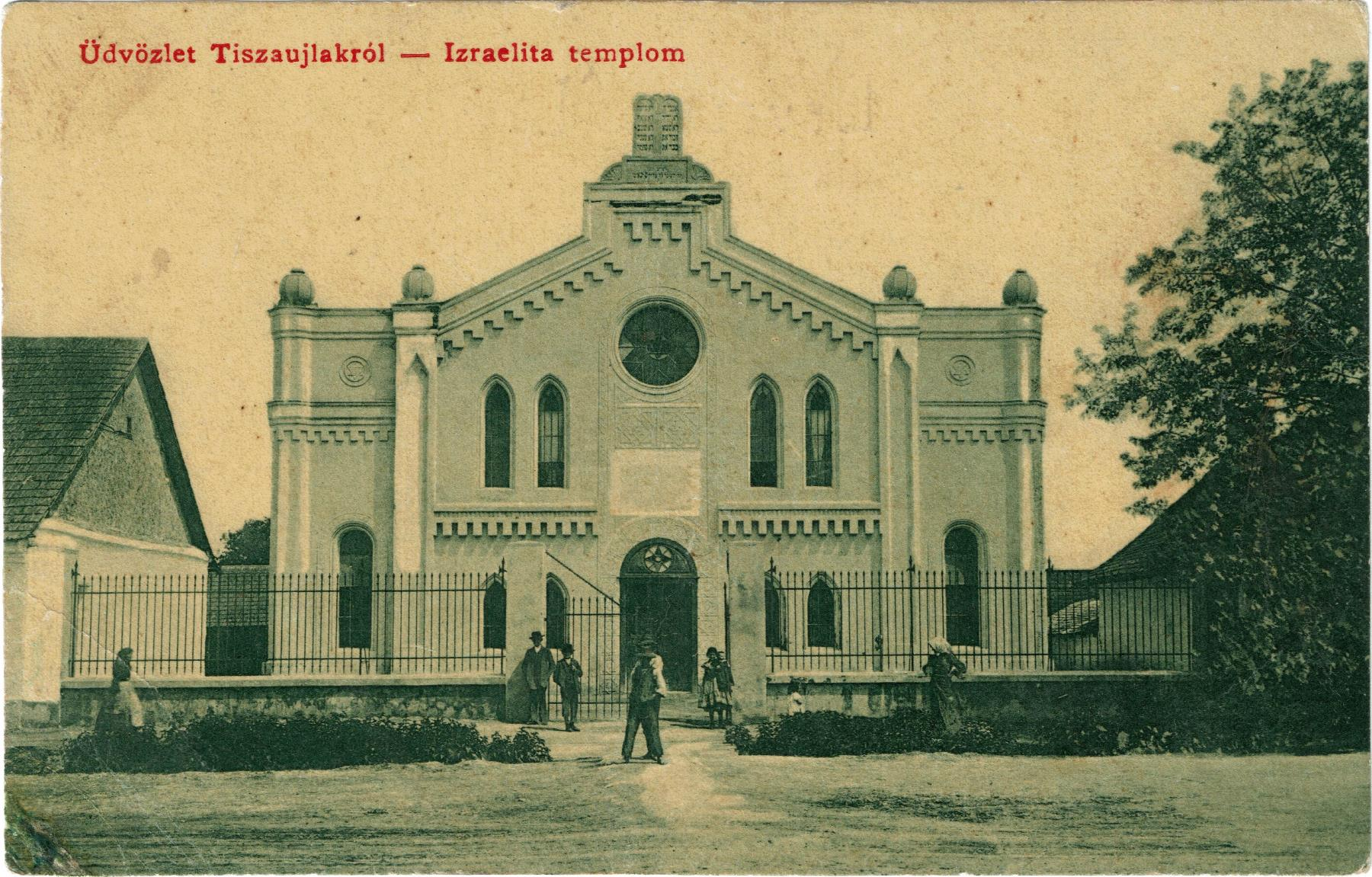
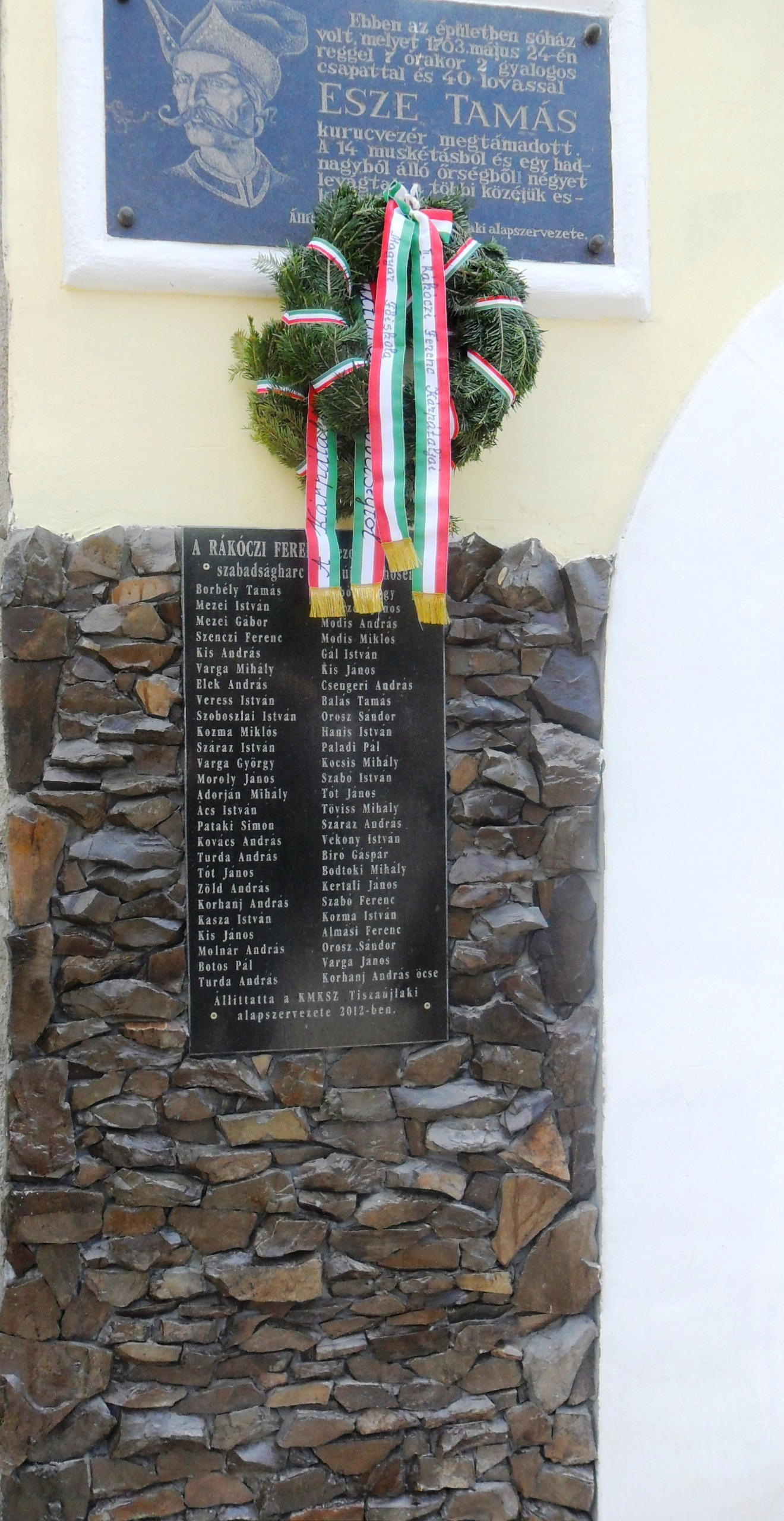